# Brug 234 (Muidergracht)

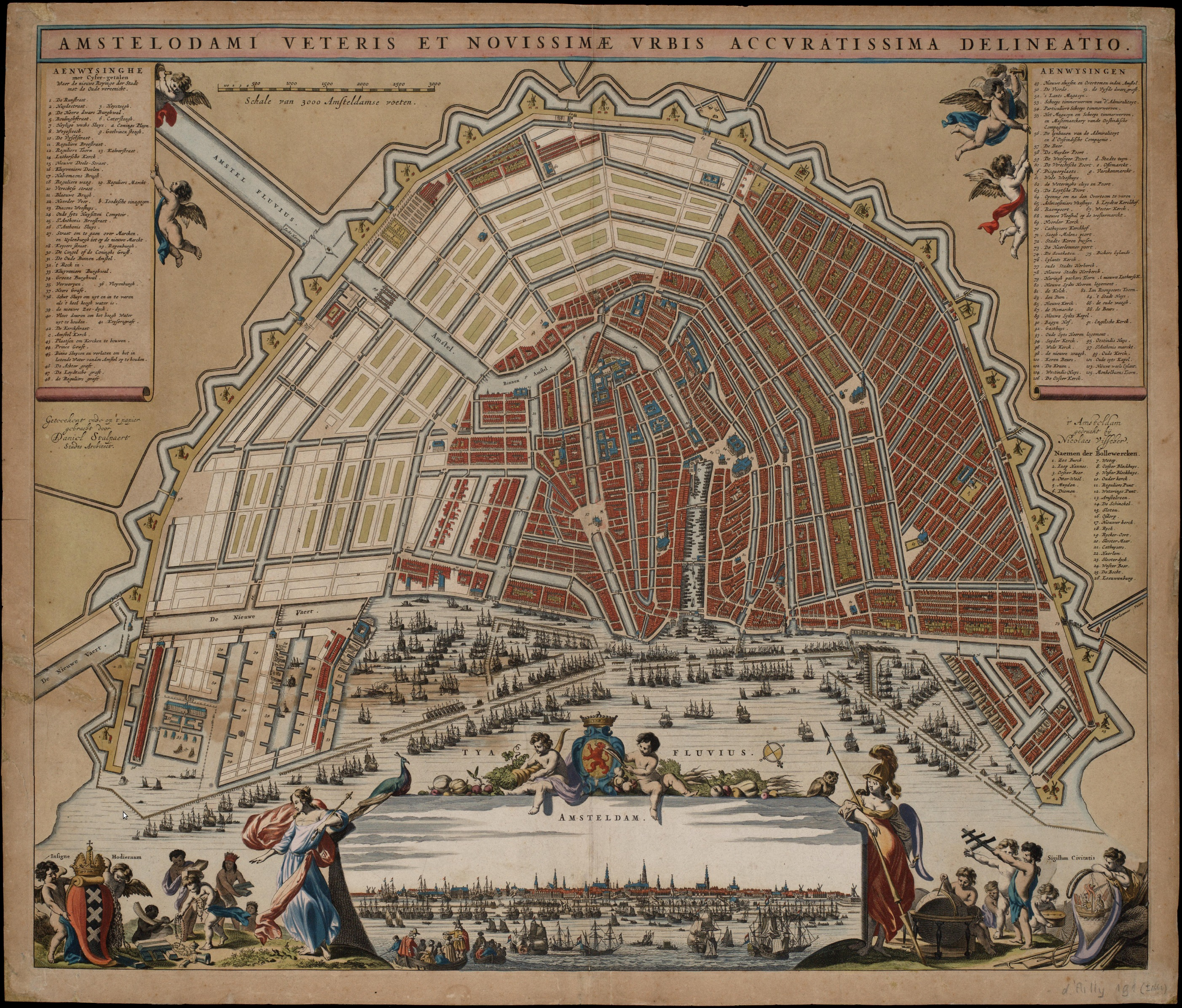
Kaart van Stalpaert van Amsterdam (1662) met Muidergracht

Abraham Rademaker, Muidergracht (rond 1730)

Brug 234, ook wel Jodenbrug genoemd, was een vaste brug in Amsterdam-Centrum. De brug lag in de Jodenbuurt van Amsterdam.
De brug was gelegen over de Muidergracht; ze droeg de JodenAmstelstraat (Nieuwe Amstelstraat) over die gracht heen ter hoogte van de Deventer Houtmarkt. Die gracht stond reeds op de stadsplattegrond van Daniël Stalpaert, maar nog zonder enige bebouwing in de buurt. Er kwam een voor die tijd vrij brede stenen brug. De Muidergracht lag in het verlengde van de Houtgracht. Vanaf midden 19e eeuw werd het westelijk eind steeds verder gedempt ten behoeve van het Jonas Daniël Meijerplein; de Houtgracht onderging hetzelfde lot ten behoeve van het Waterloopelein. Van de brug is niets meer terug te vinden. Het bleek ook geen gelukkige plek, op ongeveer dezelfde plaats werd in de periode 1967-1970 brug 157 gebouwd, een tunnel onder genoemd plein, deze verdween rond 2010 onder het zand van het Mr. Visserplein.
Vanwege de ligging van brug 234 tussen de Portugees-Israëlietische Synagoge en de Hoogduitse Synagoge in hebben tal van kunstenaars, waaronder Abraham Rademaker, de brug vastgelegd.  
Brug 234 werd niet veel later (circa 1876) hergebruikt voor een duikerbrug over de restanten van diezelfde Muidergracht maar dan bij de Hortus Botanicus Amsterdam.